# Ковельська районна рада
Ковельська районна рада — районна рада Ковельського району Волинської області, з адміністративним центром у місті Ковель, який має статус міста обласного підпорядкування та не підпорядковується районній раді.
Ковельській районній раді підпорядковані дві селищні та 28 сільських рад, до складу яких входить 93 населених пунктів, з-поміж них два селища — Голоби та Люблинець. Сукупне населення району станом на 1 березня 2012 оціночно становить 40 549 осіб.

## Склад ради
Рада складається з 60 депутатів, в тому числі і голова ради. Діяльність райради забезпечується 13 працівниками апарату ради. 
Нинішній голова районної ради обраний на виборах 31 Жовтня 2010 — Якубук Петро Григорович (1948 року народження, вік — 76 років, член ВО Батьківщина). Заступник голови — Коляда Галина Степанівна (1976 року народження, вік — 48 років, член партії Фронт Змін). 
Попередній голова — Гайдучик Микола Григорович, 1954 року народження, був обраний на виборах 26 Березня 2006 року, в нинішньому складі є депутатом районної ради від Нашої України. 
| Політична сила               | Місця | Частка |
| ---------------------------- | ----- | ------ |
| Батьківщина                  | 18    | 30.0%  |
| Партія регіонів              | 11    | 18.4%  |
| Народна Партія               | 8     | 13.3%  |
| Сильна Україна               | 8     | 13.3%  |
| Фронт Змін                   | 5     | 8.3%   |
| Наша Україна                 | 3     | 5.0%   |
| Українська Народна Партія    | 3     | 5.0%   |
| Свобода                      | 2     | 3.3%   |
| Єдиний Центр                 | 1     | 1.7%   |
| Соціалістична партія України | 1     | 1.7%   |

## Підпорядковані ради
В Ковельському районі працює 440 депутатів та 112 працівників апарату. Зокрема в двох селищних радах працює 40 депутатів та 15 працівників апарату, а в 28 сільських радах працює 400 депутатів та 97 працівників апарату. 

## Дивись також
- Ковельський район
- Адміністративний устрій Ковельського району (1940—2020)
- Список населених пунктів Ковельського району (1940—2020)
- Ковельська міська рада